# Radio Aktiv (Hameln-Pyrmont)
Radio Aktiv est une radio associative locale du Weserbergland, dans le Land de Basse-Saxe. Le studio principal se trouve à Hamelin, le deuxième à Bad Pyrmont.
Elle reçoit le Niedersächsischer Medienpreis en 1996, 1999, 2000, de 2004 à 2009, 2011.